# Ипиранга (Парана)
Ипиранга (порт. Ipiranga) — муниципалитет в Бразилии, входит в штат Парана. Составная часть мезорегиона Юго-восток штата Парана. Входит в экономико-статистический микрорегион Прудентополис. Население составляет 13 839 человек на 2006 год. Занимает площадь 927,086 км². Плотность населения — 14,9 чел./км².

## История
Город основан в 1894 году.

## Статистика
- Валовой внутренний продукт на 2003 год составляет 112 909 607,00 реалов (данные: Бразильский институт географии и статистики).
- Валовой внутренний продукт на душу населения на 2003 год составляет 8305,23 реалов (данные: Бразильский институт географии и статистики).
- Индекс развития человеческого потенциала на 2000 год составляет 0,728 (данные: Программа развития ООН).

## География
Климат местности: субтропический. В соответствии с классификацией Кёппена, климат относится к категории Cfa.